# 東営市
東営市（とうえい-し、中国語:东营市、英語:Dongying）は、中華人民共和国山東省に位置する地級市。黄河が渤海に注ぐデルタ地帯にあり、勝利油田を擁する新興石油都市である。

## 歴史
秦代は斉郡に属した。漢朝が成立すると市域は千乗郡（千乗県、琅槐県）及び斉郡（広饒県、巨定県、利県の管轄とされた。前122年（元狩元年）には広饒県は広饒国へ改められている。新朝が成立すると建信郡の管轄となり市域には千乗県、琅槐県、施武県、延亭県が設置されたが、後漢が成立すると前漢の行政区画に戻された。60年（永平3年）、千乗県は千乗国（95年に楽安国と改称）されるなどの行政区画改変を経て後漢末には楽安国、利県、益県、博県、蓼城県が設置されていた。
三国時代になると市域は魏の版図とされ青州楽安国の博昌県、利県、蓼城県及び冀州楽陵国の湿沃県が設置された。その後の魏晋南北朝時代もこれらの行政区分が沿襲され、市域は青州斉郡、楽安郡及び冀州楽陵郡の管轄とされた。
隋朝が成立すると当初は州制が採用された。583年（開皇3年）、広饒県（東晋が再設置）は千乗県と改められ青州の、596年（開皇16年）には湿沃県が蒲台県と改められ棣州の管轄とされた。607年（大業3年）、州制の廃止に伴い青州は北海郡、棣州は渤海郡に改称されている。唐代になると再び州制が採用され、市域は河南道青州及び乗州、河北道棣州の管轄とされた。
唐代の行政区分はその後の王朝により踏襲され、宋朝は現在の広饒県に京東東路青州千乗県、利津県に河北路、それ以外に河北東路浜州渤海郡を設置、金も山東東路益都府及び浜州を設置している。元朝が中国を統一すると行省制度を施行、市域には中書省山東東道宣慰司益都府楽安県及び中書省山東東道宣慰司浜州利津県が設置された。その後も行省制度を廃止した明朝は山東承宣布政使司青州府楽安県、山東承宣布政使司済南府浜州利津県を、省制を採用した清朝は山東省青州府楽安県、山東省済南府利津県及び沾化県の一部とされた。
1913年（民国2年）、前年に成立した中華民国は州府制度を廃止、楽安県（翌年広饒県と改称）、利津県は山東省直轄とされた。
日中戦争期間中は日本の支援を受けた中華民国臨時政府（後に汪兆銘政権に合流し華北政務委員会に改編）の実効支配地域となった。そうした情勢の下、中国共産党は抗日運動を実施、1939年（民国27年）には山東督察専員公署の下に益寿臨広四辺県政府を設置、1940年（民国29年）には広饒県抗日民主政府（1942年廃止）、1941年（民国30年）には広北県、墾区建設委員会（1943年に墾利県と改称）し、渤海行政公署の管轄とされた。中国国民党も1938年10月に国民党山東保安十六旅により広饒県が設置されたが僅か4ヶ月で崩壊している。
中華人民共和国が成立すると1950年5月に渤海行政区が廃止となり、市域は恵民専区の広饒県、利津県、墾利県（1956年に利津県に統合）が設置された。1958年、利津県が廃止となり沾化県に統合、翌年には恵民専区と淄博市が合併し淄博専区が成立、市域は広饒県、沾化県及び県級の孤島人民公社（1959年に墾利県に改編）の管轄となった。1961年には利津県が沾化県より分割、また恵民地区と淄博市も分割されている。1964年、当時農村に過ぎなかった東営村付近で勝利油田が発見され、一気に人口が拡大、1983年12月には油田発見地にちなみ地級市としての東営市が設置された。
その後2000年に全国的先進都市に選定され、2003年1月 には山東省政府が黄河デルタ地帯への山東省加工製造業基地の建設を承認するなど工業都市として発展している。

## 行政区画
3市轄区・2県を管轄する。
- 市轄区：
  - 東営区・河口区・墾利区
- 県：
  - 利津県・広饒県

| 東営市の地図                       |
| ---------------------------------- |
| 東営区 河口区 墾利区 利津県 広饒県 |

### 年表
この節の出典
- 1982年11月10日 - 山東省恵民地区利津県・墾利県・広饒県・沾化県・博興県のそれぞれ一部が合併し、東営市が発足。東営区・河口区・牛荘区を設置。(3区2県)
  - 恵民地区利津県・墾利県を編入。
- 1983年8月30日 - 恵民地区広饒県を編入。(3区3県)
- 1987年6月10日 - 牛荘区・東営区が合併し、東営区が発足。(2区3県)
- 2016年6月8日 - 墾利県が区制施行し、墾利区となる。(3区2県)

## 教育
- 山東石油化工学院
- 東営市職業学院
- 勝利油田師専

## 経済
中国大陸第二位の規模を誇る勝利油田を始めとする土地資源に恵まれた、黄河デルタ地帯の中心都市であり、市民の生活レベルは山東省の上位に位置する。
「三大プロジェクト」（外資の導入、山東省の加工製造業基地の建設、東営の信用を構築）を2020年頃までに達成する事を当面の目標としている。

## 観光
- 勝利油田科学展示センター
- 黄河デルタ国家級自然保護区
- 広南ダム

## 姉妹都市
- アメリカ合衆国テキサス州ミッドランド
- 大韓民国江原特別自治道三陟市

## その他
- 東営市のウェブサイト内にある列車時刻表のページに新幹線車両（300系）の画像が使用されているが、高速鉄道の整備は行われておらず、導入の計画もない。